# Talin
Pour les articles homonymes, voir Talin (homonymie).
Pour les articles ayant des titres homophones, voir Tallinn et Tálín.
Talin (en arménien Թալին) est une ville d'Arménie située dans le marz d'Aragatsotn. Le plus grand monument de la ville est une cathédrale, nommée Katoghike. La population de la ville est de 5 668 habitants en 2009.

## Histoire
Talin est un des secteurs résidentiels les plus anciens dans la région, ce qui est confirmé par une preuve datée du IIe millénaire av. J.-C. Au IIe siècle, Talin est mentionné par le géographe grec Ptolémée, qui l'appelle Talina. Les fouilles aux alentours de la cathédrale de Talin, près de la colline, ont révélé des matériaux de construction antiques aussi bien que des réceptacles.

## Jumelage
- Bourg-lès-Valence (France) depuis 2004[2]